# Killam
Killam är en ort i Kanada.   Den ligger i provinsen Alberta, i den centrala delen av landet, 2 700 km väster om huvudstaden Ottawa. Killam ligger 677 meter över havet och antalet invånare är 1 056.
Terrängen runt Killam är platt. Trakten runt Killam är nära nog obefolkad, med mindre än två invånare per kvadratkilometer.. Killam är det största samhället i trakten.
Trakten runt Killam består till största delen av jordbruksmark.